# Amlaib di Scozia
Amlaíb Mac Iduilb, o in inglese Amlaib MacIndulf (... – 977), è stato re di Scozia dal 973 al 977.

## Biografia

### Infanzia
Era figlio di Indulf di Scozia e fratello di Cuilén di Scozia. Come con suo padre e forse suo fratello, il suo nome è di  origine norvegese-gaelica o di norvegese antico, in questo caso l'irlandese antico equivalente di Olaf.

### Regno
Il suo nome non è incluso in nessuna lista dei re scozzesi, né è stato considerato re, in quanto ha solo sostituito Cinaed dal 973 al 977 quando Cináed si è assentato per incontrarsi con Edgardo d'Inghilterra a Chester.

### Morte
È conosciuto dalla notizia della sua morte negli Annali di Tigernach, dove viene riportato che è stato ucciso da Kenneth II di Scozia (Cinaed).